# Myriandra prolifica
Myriandra prolifica là một loài thực vật có hoa trong họ Bứa. Loài này được (L.) Spach mô tả khoa học đầu tiên năm 1836.